# Тыртов, Николай Петрович
Николай Петрович Тыртов (1827—1894) — генерал-майор русской императорской армии.

## Биография
Происходил из дворян Тверской губернии. Брат Алексея Петровича (1834—1893), Павла Петровича (1836—1903) и Сергея Петровича (1839—1903) Тыртовых. Родился 5 (17) сентября 1827 года в семье офицера конной артиллерии Петра Александровича Тыртова (ок. 1797 — 01.08.1862), который после окончания 2-го кадетского корпуса в 1814 году, служил до 1835 года и, выйдя в отставку, жил в родовом своем имении Миронежье в Новоторжском уезде и служил в разных должностях по выборам дворянства; последняя должность — председатель тверской уголовной палаты. Мать, Елизавета Петровна Панафидина, дочь осташковского помещика Петра Егоровича Панафидина и Александры Николаевны, урождённой Сеславиной, которая приходилась двоюродной сестрой партизану 1812 года А. Н. Сеславину.
Воспитывался в Дворянском полку; в службу вступил прапорщиком 12 августа 1846 года. Участвовал в Венгерской войне 1849 года, Крымской войне и кампании 1863 года. С 14 мая 1870 года командовал различными частями Забайкальского казачьего войска. С 10 февраля 1890 года до своей смерти был генерал-майором и командиром 41-й артиллерийской бригады 41-й пехотной дивизии.
Умер 12 (24) февраля 1894 года.